# Eugenio Sbarbaro
Eugenio Sbarbaro (né le 3 juillet 1934) est un prélat italien de l'Église catholique qui a fait sa carrière au service diplomatique du Saint-Siège

## Biographie
Eugenio Sbarbaro est né le 3 juillet 1934 à Borzonasca, province de Gênes. Il est ordonné prêtre le 11 juin 1960.

## Carrière diplomatique
Il entre dans le service diplomatique en 1968, et ses premières missions le conduisent au Paraguay (en), en Ouganda (en), en Turquie (en) et aux États-Unis
Le 14 septembre 1985, le pape Jean-Paul II le nomme archevêque titulaire de Tiddi (de) et pro-nonce apostolique au Malawi (en) et en Zambie. Il reçoit sa consécration épiscopale le 19 octobre des mains du cardinal Agostino Casaroli.
Le 7 février 1991, Jean-Paul le nomme pro-nonce apostolique à Antigua-et-Barbuda (en), aux Bahamas (en), à la Barbade (en), au Belize (en), à la Dominique (en), à la Jamaïque (en), à la Grenade (en), à Saint-Vincent-et-les-Grenadines (en), à Sainte-Lucie (en) et à Trinité-et-Tobago (en), ainsi que délégué apostolique aux Antilles. En outre, il le nomme nonce au Suriname (en) le 13 juillet 1994, à Guyana (en) le 26 août 1997, et à Saint-Christophe-et-Niévès (en) le 23 octobre 1999
Le 26 avril 2000, Jean-Paul le nomme nonce apostolique en Yougoslavie (en)
Son titre et ses responsabilités changent avec l'éclatement de la Yougoslavie. En février 2007, il est nonce en Serbie
Son service diplomatique prend fin lorsque Benoît XVI le remplace comme nonce en Serbie le 8 août 2009
Il est ensuite relié par des reportages aux tentatives du révérend Michael Seed (en) de vendre des titres du Vatican en échange de contributions, Sbarbaro fournissant une introduction à un marchand d'armes des Balkans